# 李栋梁 (商人)
李栋梁，台湾商人，曾任中华奥委会副主席，曾任军友社理事长。

## 生平
李栋梁出身于台南学甲，毕业于省立台北工业专科学校机械系，后长年从事进出口贸易 ，任南联国际贸易股份有限公司董事长。他还先后担任多个行业组织及社会组织职务，包括台北市进出口商业同业公会理事长、中华奥委会副主席等。
受时任总统马英九邀请，李栋梁于2014年5月接任中华民国军人之友社理事长，任内劳军多达1328次。2022年5月26日正式卸任。

## 荣誉

### 中华民国勋章奖章
- 一等经济奖章（经济部，2003年5月8日颁发[4]）
- 楷模甲种二等奖章（2017年10月25日颁发）
- 五等云麾勋章（2018年2月5日于台北博爱营区颁发[5]）
- 陆光甲种奖章（2018年9月18日于桃园大汉营区颁发[6]）
- 三等云麾勋章（2020年8月14日于国防部颁发[7]）
- 懋绩甲种二等奖章（2022年3月10日于台北空军司令部颁发[8][9])
- 一星海绩奖章（2022年3月14日于台北海军司令部颁发[10][11])
- 二等云麾勋章（2022年3月21日于台北博爱营区颁发[12])
- 陆光甲种一星奖章（2022年4月1日于桃园陆军司令部中正堂颁发[13]）
- 一等荣光专业奖章（退辅会，2022年5月25日于台北颁发[14]）
- 二等宝鼎勋章（2024年5月10日于台北颁发[15])